# Giochi d'ombre/Un tale
Giochi d'ombre/Un tale è il 45º singolo discografico di Mina, pubblicato nel 1961 dall'etichetta Italdisc.

## Storia
Compreso questo singolo, sono stati in tutto 10 quelli pubblicati da Mina nel 1961. Numero inferiore a quelli usciti delle due annate precedenti rispettivamente 17 nel 1959 e 16 nel 1960.
Ha un'unica copertina ufficiale, ma in alcune stampe l'etichetta del lato A del disco riporta l'erroneo titolo Giochi d'amore Archiviato il 20 dicembre 2016 in Internet Archive..
Le due canzoni fanno parte di altrettante colonne sonore di film italiani dell'epoca:
- Giochi d'ombre è nel film Leoni al sole di Vittorio Caprioli (1961), in cui Fiorenzo Carpi cura la parte musicale;
- Un tale nella pellicola Universo di notte di Alessandro Jacovoni (1962), dove Mina ha una scena per sé soltanto, quando viene ripresa mentre canta il pezzo.

Entrambi i brani sono stati inseriti in album ufficiali: Giochi d'ombre in Moliendo café del 1962, Un tale nel successivo Renato dello stesso anno.
Sono anche contenuti in Ritratto: I singoli Vol. 2 del 2010, una raccolta su CD dei singoli pubblicati fino al 1964.

## Tracce
Lato A
1. Giochi d'ombre – 2:51 (testo: Vittorio Caprioli – musica: Fiorenzo Carpi; edizioni musicali C.A.M.)

Lato B
1. Un tale – 3:27 (testo: Tritono [5] – musica: Bruno Canfora; edizioni musicali Curci)